# 博彩委員會
博彩委員會（葡文縮寫：CESJFA），在澳门特别行政区經濟財政司管轄及指導下運作。

## 職責
- 就澳門特別行政區博彩業的發展進行研究，並協助制定相關政策；
- 協助制定規管博彩業所需的規範；
- 在制定監管博彩業的發展及運作的措施方面提出建議；
- 就發出與博彩業相關的指引提出建議；
- 就依法須聽取委員會意見的其他事宜發表意見。

## 組織法例
- 第32/2022號行政法規（2022年7月27日《澳門特別行政區公報》）博彩委員會。

## 成員
主席可邀請澳門特別行政區或外地的公共或私人實體的代表，又或專家參與或列席委員會的會議，但該等人士無表決權。

### 主席
經濟財政司司長

### 成員
- 行政長官辦公室代表一名
- 行政法務司司長辦公室代表一名
- 經濟財政司司長辦公室代表一名
- 保安司司長辦公室代表一名
- 社會文化司司長辦公室代表一名
- 運輸工務司司長辦公室代表一名
- 博彩監察協調局局長

## 支援
博彩監察協調局向委員會提供運作所需的技術及行政輔助。